# Parque de San Isidro (Burgos)
El parque de San Isidro, es un parque creado en 2016 sobre el cerro de San Isidro, en el barrio de San Pedro y San Felices, en el Distrito 4 - Sur de la ciudad de Burgos (Castilla y León, España). Anteriormente, en el cerro existió un circuito de motocross, clausurado por el Ayuntamiento de Burgos en 2015.

## Accesos
- Por el final de la calle de San Isidro y el comienzo del camino de Valdechoque.
- Por la calle de Alba de Tormes, a la que se puede acceder desde la calle de Ávila (los peatones, también desde la calle de Santa Ana).

## Características
El parque cuenta con:

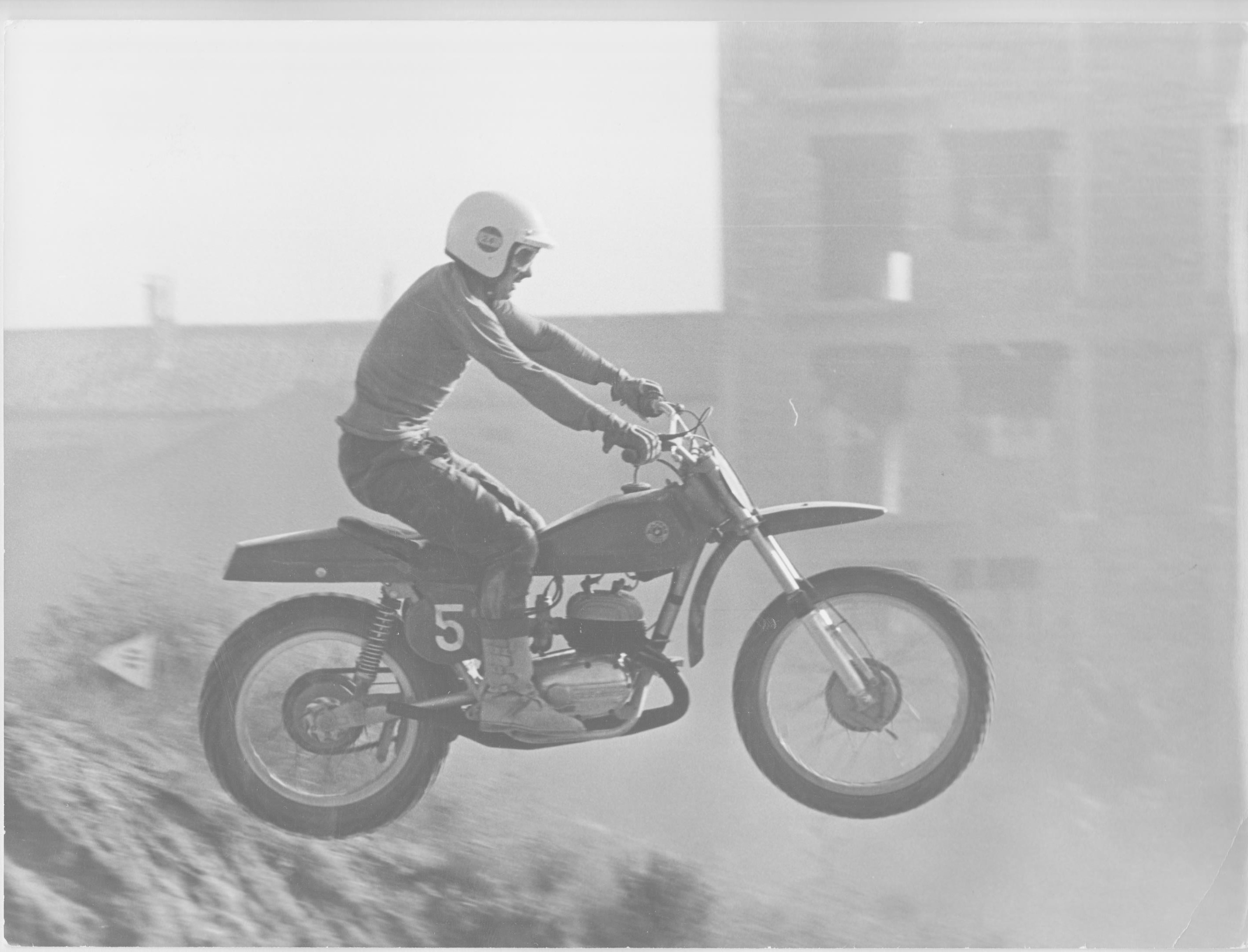
Domingo Gris en el antiguo circuito de motocross (1969)

- Skatepark, con cinco zonas diferenciadas
- Columpios y juegos de cuerdas
- Tirolinas
- Cuatro toboganes grandes, dos de ellos de casi 40 metros de longitud
- Dos toboganes de longitud media
- Área canina
- Caminos para uso de bicicletas
- Caminos peatonales
- Zona de estancia con mesas
- Mirador panorámico orientado hacia la ciudad, en lo alto del cerro

## Flora
Algunas especies del parque:
| Nombre Común     | Nombre científico                |
| ---------------- | -------------------------------- |
| Cornáceas        |                                  |
| Cornejo          | Cornus mas                       |
| Fagáceas         |                                  |
| Encina           | Quercus ilex                     |
| Roble            | Quercus palustris                |
| Juglandáceas     |                                  |
| Nogal            | Juglans regia                    |
| Pináceas         |                                  |
| Pino piñonero    | Pinus pinea                      |
| Rosáceas         |                                  |
| Espino albar     | Crataegus monogyna               |
| Cerezo Silvestre | Prunus avium                     |
| Almendro         | Prunus dulcis                    |
| Endrino          | Prunus spinosa                   |
| Ciruelo rojo     | Prunus cerasifera “Atrapurpurea” |
| Sapindáceas      |                                  |
| Arce silvestre   | Acer campestris                  |
| Arce real        | Acer platanoides                 |
| Arce noruego     | Acer platanoides Crimson King    |